# Đường tỉnh 237
Đường tỉnh 237 hay tỉnh lộ 237, viết tắt ĐT237 hay TL237, là đường tỉnh ở huyện Lộc Bình và Đình Lập, tỉnh Lạng Sơn, Việt Nam.
Đường tỉnh 237 bắt đầu từ ngã ba Cầu Gỗ trên Quốc lộ 4B ở xã Tú Đoạn, huyện Lộc Bình.
Đường đi hướng đông chếch đông nam, tới ngã ba Bản Chắt trên Quốc lộ 31 xã Bính Xá, huyện Đình Lập 21°42′42″B 107°10′39″Đ / 21,71167°B 107,1775°Đ.
Quốc lộ 31 dẫn tới Cửa khẩu Bản Chắt thông thương sang cửa khẩu Nà Ma tỉnh Quảng Tây, Trung Quốc.